# Викрамадитья (авианосец)
«Викрамадитья» (санскр. विक्रमादित्य) — авианосец ВМС Индии, сменивший авианосец «Вираат», выработавший свой ресурс.
«Викрамадитья» стал флагманом ВМФ Индии. Перестройку корабля из тяжёлого авианесущего крейсера «Адмирал Флота Советского Союза Горшков» путём глубокой модернизации осуществило Северное машиностроительное предприятие в Северодвинске. 16 ноября 2013 года корабль передан ВМС Индии.

## История
После вывода из состава флота Индии в 1997 году лёгкого авианосца «Викрант» встал вопрос о его замене, а также замене самолётного парка палубной авиации. Имеющийся и списанный авианосцы Индии могли принимать на борт самолёты массой не более 20 тонн, поэтому при рассмотрении вопроса о типе нового корабля было принято решение о приобретении небольшого авианесущего корабля с массой принимаемых летательных аппаратов до 30 тонн и количеством не более 40. Формально под этот тип попадал «Клемансо» (готовящийся пойти на слом во Франции), но ресурс этого корабля был исчерпан полностью. Ещё в середине 90-х годов индийское правительство заинтересовалось авианесущим крейсером «Адмирал Горшков» с перспективой комплектования его Як-141 или Harrier. К концу 90-х годов России удалось договориться с Индией о продаже полного комплекта: авианосца, авиакрыла, нового радиоэлектронного оборудования и вооружения, а также инфраструктуры на военно-морской базе приписки корабля. При этом в начале 2000-х годов уже стоял вопрос о дарении корпуса корабля при условии оплаты его модернизации в полноценный авианосец и закупки авиапарка для корабля.
В 2008 году в СМИ появился слух о возможной покупке Индией американского «Китти Хок» вместо российского «Адмирал Горшков» для использования в военных целях, но и этот авианосец свой ресурс (как и французский «Клемансо») выработал полностью.
После передачи корабля Индии авианосец выполнил переход из Северодвинска на базу в Карвар. 26 ноября 2013 года он покинул Северодвинск, 16 декабря находился в Лиссабоне. 8 января 2014 года «Викрамадитья» прибыл в Индию.

## Состояние после перестройки
Авианосец построен на основе тяжёлого авианесущего крейсера «Адмирал Горшков» путём глубокой модернизации. После полной реконструкции корабль изменил своё назначение и вместо авианесущего крейсера стал полноценным авианосцем. По словам президента «Объединённой судостроительной корпорации» Алексея Рахманова, авианосец был фактически построен заново: «Интересно, насколько живучей оказалась версия, что это было переоборудование авианесущего крейсера, построенного на верфях в Николаеве. На самом же деле мы его строили заново. Когда корабль поставили к причальной стенке „Севмаша“, вычерпали несколько десятков тонн мазута из трюма и разобрали хлам, то поняли: ничего, кроме частичной обшивки корпуса, в этом пароходе не осталось.».
В 2008 году для обеспечения испытаний корабля и обучения индийского экипажа был создан 12-й экипаж ТАВКР Северного флота.
В процессе перестройки корпуса корабля на нём было заменено большинство элементов выше ватерлинии, заменены котлы энергетической установки, убрано всё вооружение и установлено новое, исключительно зенитное. Перестройке также подвергся ангар. На палубе корабля установлен трёхтросовый аэрофинишер, трамплин и оптическая система посадки, два подъёмника. Принимать на борт авианосец сможет самолёты массой до 25 тонн, среди них МиГ-29К, С-54/55/56, Rafale-M, F/A-18. Также на авианосце будут присутствовать вертолёты Ка-28 и Ка-31, возможно базирование индийских вертолётов HAL Dhruv и российских Ка-60 (Ка-62) «Касатка».
В феврале 2010 года генеральный директор Николай Калистратов и группа специалистов «Севмаша» посетили Черноморский судостроительный завод в Николаеве. По результатам переговоров на Севмаш для передачи опыта были приглашены трое сотрудников Черноморского судостроительного завода, в том числе и главный строитель перестраиваемого авианосца Евгений Михайлович Ентис.
В июне 2010 года на авианосец прибыл макет истребителя МиГ-29К массой 12 т. Макет предназначен для проведения межведомственных испытаний на палубе корабля. В частности, для проверки удерживающего устройства, используемого при старте самолёта.
Передача корабля индийскому ВМФ планировалась на 4 декабря 2012 года. В сентябре 2011 первый выход в море перенесён с ноября 2011 на конец мая 2012 года.
8 июня 2012 года авианосец «Викрамадитья» впервые вышел в море на полномасштабные испытания. Испытания оказались крайне неуспешными — вышла из строя силовая установка из-за разрушения кирпичной теплоизоляции четырёх котлов, в результате потребовался серьёзный ремонт всей силовой установки корабля.
29 июля 2012 года авианосец «Викрамадитья» наряду с судами Северного флота участвовал в параде кораблей в Североморске, приуроченном к празднованию Дня Военно-морского флота России.
Повторные ходовые испытания в Белом и Баренцевом морях состоялись с 3 июля по 20 сентября 2013 года и прошли успешно. В частности, прошла корабельная практика индийского экипажа в количестве 875 человек и состоялись лётные испытания палубной авиации, включая взлёты и посадки в ночных условиях.
16 ноября 2013 года Россия передала Индии авианосец «Викрамадитья». Торжественная передача корабля прошла на судостроительном предприятии «Севмаш». На авианосце спустили российский флаг и подняли индийский, а жена нового командира корабля Сураджа Берри разбила о борт «Викрамадитьи» кокос.
26 ноября 2013 года авианосец отправился из Северодвинска в Индию. На борту корабля, помимо индийского экипажа, находятся около 180 представителей «Севмаша» и представителей предприятий-субподрядчиков.
В рамках сотрудничества с ВМС Индии, ОАО «ПО „Севмаш“» обеспечил авианосец «Викрамадитья» запасными частями, инструментом и принадлежностями (ЗИП), предназначенными для обеспечения надёжной эксплуатации корабля. ЗИП был сформирован за 13 поэтапных отгрузок в период с 2011 по 2014 годы. В частности, летом 2014 года была произведена отгрузка гребных валов.

## Авария 17 сентября 2012
17 сентября 2012 во время ходовых испытаний у авианосца вышла из строя силовая установка. При попытке достижения скорости полного хода в 29 узлов на скорости 23 узла вышли из строя, по одним данным, три котла, по другим данным — семь из восьми паровых котлов силовой установки крейсера. Причиной аварии, по версии газеты «КоммерсантЪ» со ссылкой на источник в Рособоронэкспорте, явилось разрушение слоя теплоизоляции котлов. На этапе проектирования индийский заказчик попросил заменить опасную для здоровья экипажа асбестовую изоляцию. Разработчик — Специальное конструкторское бюро котлостроения (СКБК) — заменил асбест огнеупорной кладкой шамотного кирпича китайского производства. «Когда <после аварии> специалисты добрались до самой энергоустановки, стало понятно, что кирпичная кладка вокруг котлов попросту рассыпалась, не выдержав температуры» — сообщил неназванный источник издания. Однако Китай опроверг поставку России кирпичей для котлов авианосца «Викрамадитья».
Кроме того, на судне вышел из строя ещё ряд механизмов, в том числе, по словам президента Объединённой судостроительной корпорации (ОСК) Андрея Дьячкова, «…поставленные странами НАТО… три холодильные машины, генераторы азота и ещё целый ряд оборудования».
Для устранения неисправностей корабль должен вернуться на завод «Севмаш». На ремонт, по разным оценкам, потребуется от шести месяцев до года. Стоимость работ по ремонту котлов может составить 1 млрд рублей, срок передачи корабля ВМФ Индии был перенесён на октябрь 2013 года.
Тем не менее вице-премьер РФ Дмитрий Рогозин назвал испытания авианосца «успешными».
С 22 марта 2013 года корабль находился на «Севмаше», силами Балтийского завода (Санкт-Петербург) вёлся ремонт котлов двигательной установки.
27-28 июля 2013 года, после ремонтных работ, были проведены ходовые испытания авианосца в Белом море, во время которых энергетическая установка корабля была выведена на максимальную мощность. Испытания прошли успешно, авианосец развил скорость 29,3 узла при встречном ветре, этот показатель даже превысил проектные характеристики.

## В индийском флоте
В ноябре 2013 года в Северодвинске состоялась торжественная передача авианосца «Викрамадитья» (бывшего тяжёлого авианесущего крейсера «Адмирал Горшков») в состав ВМС Индии. С 26 ноября корабль совершал переход из Североморска на индийскую военно-морскую базу Карвар.
8 января 2014 года авианосец «Викрамадитья», без вооружения и самолётов, прибыл к побережью штата Карнатака. Интеграция нового корабля в состав ВМС Индии заняла около четырёх месяцев. Все это время на корабле работали российские специалисты гарантийного обслуживания.
В августе 2017 года журналист Vivek Raghuvanshi распространил в интернет-изданиях информацию со ссылкой на анонимный официальный источник, что индийский военно-морской флот сталкивается с острыми проблемами технического обслуживания МиГ-29К. Источник сообщал, что чрезмерно жёсткая посадка на палубу приводит к частым структурным дефектам МиГ-29К. Однако в той же статье позже добавил официальный комментарий от представителя АО «РСК „МиГ“» Анастасии Кравченко, что ни корпорация, ни её партнёры не получали никаких уведомлений о проблемах: «Neither we, nor our partners have received any official claims about operational problems with the Russian MiG aircrafts.»

## Будущее
Определён состав авиагруппы: это 14-16 самолётов МиГ-29К, 4 МиГ-29КУБ (переданы Индии 12 февраля 2009 года), до 8 вертолётов Ка-28, 1 вертолёт Ка-31, до 3 HAL Dhruv (взамен 2 Ка-28). Первоначально пилоты будут проходить обучение на электронном тренажёре корабельной авиации, а после ввода в эксплуатацию аналогичного комплекса — в Индии.
Для базирования авианосца будет создана своя инфраструктура на военно-морской базе в городе Мумбаи. На индийских верфях в городе Кочин уже заложен второй корабль авианесущего типа, собственного проекта. Предполагаемый срок службы корабля — 30 лет.

## Примечание
1. ↑  https://www.indiannavy.nic.in/content/about-ins-vikramaditya-newest-largest-ship-indian-navy
2. ↑  Известия. Ру: «Китти Хок» торпедировал российско-индийскую дружбу (26.02.2008)
3. ↑  Авианосец «Викрамадитья» прибыл в Индию. Дата обращения: 2 мая 2020. Архивировано 28 июля 2017 года.
4. ↑  «Если думаете, что мы только молотками умеем махать, вы сильно заблуждаетесь» – Бизнес – Коммерсантъ. Дата обращения: 3 октября 2017. Архивировано 3 октября 2017 года.
5. 1 2  Пиликина, Екатерина. За опытом украинских корабелов. Севмаш (1 марта 2010). Дата обращения: 2 марта 2010. Архивировано 21 марта 2012 года.
6. 1 2 3  ИСТРЕБИТЕЛЬ НА "ВИКРАМАДИТЬЕ". Севмаш (9 июня 2010). Дата обращения: 9 июня 2010. Архивировано 21 марта 2012 года.
7. ↑  Интервью директора Федеральной службы по военно-техническому сотрудничеству Михаила Дмитриева Архивная копия от 23 июня 2022 на Wayback Machine // Газета «Коммерсантъ» от 24.02.2011
8. ↑  Работы на авианосце «Викрамадитья» идут с отставанием (недоступная ссылка) // belomornews.ru, 30.09.2011
9. ↑  Алексей Никольский. Авианосец Vikramaditya стоимостью $5 млрд вышел в море. // vedomosti.ru. Дата обращения: 8 июня 2012. Архивировано 10 июня 2012 года.
10. ↑  ДОСЬЕ: Авианосец «Викрамадитья» Архивная копия от 21 ноября 2013 на Wayback Machine // «ИТАР-ТАСС»
11. ↑  Россия передала Индии авианосец «Викрамадитья». Дата обращения: 27 ноября 2013. Архивировано 3 декабря 2013 года.
12. ↑  Авианосец «Викрамадитья» отправился в Индию. Дата обращения: 27 ноября 2013. Архивировано 3 декабря 2013 года.
13. ↑  «Викрамадитья» идет домой Архивная копия от 3 декабря 2013 на Wayback Machine // НВО, 29.11.2013
14. ↑  Севмаш готовит ЗИП для «Викрамадитьи». 9.6.2014. Дата обращения: 2 мая 2020. Архивировано 31 октября 2018 года.
15. ↑  Индия снова не получила от России авианосец из-за аварии Архивная копия от 18 сентября 2012 на Wayback Machine // BBC
16. ↑  Авианосец «Викрамадитья» вернулся на «Севмаш» после испытаний Архивная копия от 5 октября 2012 на Wayback Machine // Коммерсантъ
17. ↑  Ходовые испытания авианосца «Викрамадитья» провалились Архивная копия от 15 апреля 2021 на Wayback Machine // Lenta.ru
18. ↑  Передача авианосца «Викрамадитья» Индии переносится на осень 2013 года Архивная копия от 8 октября 2012 на Wayback Machine // РИА
19. ↑  На авианосце отказали паровые котлы Архивная копия от 18 сентября 2012 на Wayback Machine // Интерфакс
20. ↑  Китай опроверг поставку России кирпичей для котлов авианосца «Викрамадитья» Архивная копия от 20 июня 2018 на Wayback Machine // Взгляд.ру
21. ↑  Испытания «Викрамадитьи» выявили новые неполадки Архивная копия от 5 октября 2012 на Wayback Machine // Коммерсантъ
22. ↑  Поломку авианосца «Викрамадитья» расследует спецкомиссия. Дата обращения: 2 мая 2020. Архивировано 26 февраля 2022 года.
23. ↑  На авианосце отказали паровые котлы. Дата обращения: 17 сентября 2012. Архивировано 18 сентября 2012 года.
24. ↑  Рогозин назвал испытания авианосца «Викрамадитья» успешными Архивная копия от 6 октября 2012 на Wayback Machine // Коммерсантъ
25. ↑  Котлы не подвели. Дата обращения: 2 мая 2020. Архивировано 25 февраля 2017 года.
26. ↑  Raghuvanshi, Vivek (8 августа 2017). Indian Navy wants Russian MiG-29K jets to be 'ruggedized'. Defense News (англ.). Архивировано 23 июня 2022. Дата обращения: 12 октября 2017.
27. ↑  РФ и Индия надеются подписать контракт о дополнительных работах на авианосце для ВМС — АвиаФорум Архивная копия от 28 апреля 2009 на Wayback Machine
28. ↑  Авианосная морская мощь — авианосец, вооружения, флот — Росбалт Архивная копия от 23 августа 2007 на Wayback Machine